# NGC 2817
NGC 2817 (również PGC 26223) – galaktyka spiralna z poprzeczką (SBc), znajdująca się w gwiazdozbiorze Hydry. Odkrył ją Lewis A. Swift 26 marca 1887 roku.